# 库夫龙和欧芒库尔
库夫龙和欧芒库尔（法語：Couvron-et-Aumencourt，法語發音：[kuvʁɔ̃ e omɑ̃kuʁ]）是法国上法蘭西大區埃纳省的一个市镇，属于拉昂区。

## 地理
库夫龙和欧芒库尔（49°38'35"N, 3°31'1"E）面积13.33 平方千米，位于法国上法蘭西大區埃纳省，该省份为法国北部内陆省份，北起北部省，西接索姆省和瓦兹省，东临阿登省和马恩省，西南至塞纳-马恩省，东北部与比利时接壤。
与库夫龙和欧芒库尔接壤的市镇（或旧市镇、城区）包括：塞尔河畔阿西斯、谢里莱普伊、克雷皮、富尔德兰、蒙索莱勒、勒米、韦尔西尼、维韦斯。

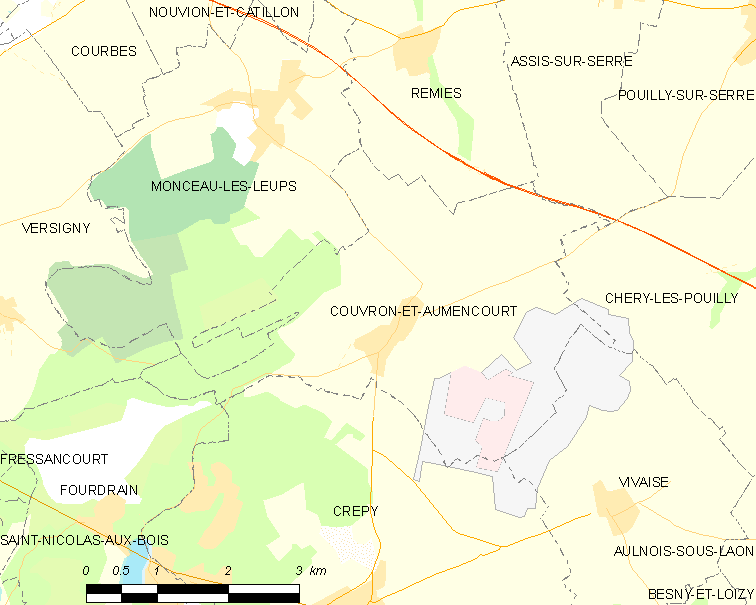
库夫龙和欧芒库尔的OSM定位图

库夫龙和欧芒库尔的时区为UTC+01:00、UTC+02:00（夏令时）。

## 行政
库夫龙和欧芒库尔的邮政编码为02270，INSEE市镇编码为02231。

## 政治
库夫龙和欧芒库尔所属的省级选区为马尔勒县。

## 人口

1962-2008年间库夫龙和欧芒库尔人口变化图示

库夫龙和欧芒库尔于2022年1月1日时的人口数量为931人。